# Phaius villosus
Phaius villosus là một loài thực vật có hoa trong họ Lan. Loài này được (Thouars) Blume miêu tả khoa học đầu tiên năm 1856.